# Universitat de Zúric
La Universitat de Zúric (UZH, en  alemany: Universität Zürich), ubicada a la ciutat de Zúric, és la universitat més gran de Suïssa, amb més de 24.000 estudiants. Va ser fundada el 1833 a partir dels actuals instituts de Teologia, Dret, Medicina i de la creació d'una facultat de Filosofia. Actualment, la universitat té les facultats d'Arts, Economia, Dret, Medicina, Ciències, Teologia i Medicina Veterinària, oferint la més àmplia gamma d'assignatures i cursos de qualsevol institució d'educació superior de Suïssa.

## Història
La universitat de Zúric va ser fundada el 29 d'abril de 1833, quan els col·legis de Teologia (fundat per Huldrych Zwingli en 1525), Dret i Medicina es van fusionar juntament amb una nova facultat de Filosofia. Va ser la primera universitat a Europa que es va fundar pel mateix Estat en lloc de per un monarca o una confessió religiosa. La universitat permet a les dones assistir a classes de filosofia des de 1847, i va admetre a la primera dona per a estudis de doctorat en 1866. La Facultat de Medicina Veterinària es va afegir en 1901, i és la més antiga d'aquest tipus al món docent. En 1914, la universitat es va traslladar a noves instal·lacions dissenyades per l'arquitecte Karl Moser en Ramistrasse 71.

## Facultats
Les seves millors facultats en termes de qualitat són la Facultat de Ciències Econòmiques, que es troba en el dotzè lloc d'Europa i en el primer lloc de Suïssa, la Facultat de Medicina i la Facultat de Ciències, que se situen entre les deu primeres d'Europa. La universitat de Zúric en el seu conjunt també es classifica entre les deu primeres del continent i entre les cinquanta millors del món. La universitat de Zúric forma part de l'elit de la recerca internacional, com ho acredita la seva pertinença a la "League of European Research Universities" (LERU). Destaca en els camps de la biociència i les finances, existint una estreta col·laboració entre aquesta universitat i l' Escola Politècnica Federal.

### Facultat d'Economia
La facultat d'Economia de la Universitat de Zuric ofereix els programes de Bachelor, Master i Ph.D en Economia, Administració d'Empreses i Banking & Finance. Des dels primers nivells de l'educació, la facultat basa el seu mètode en la combinació d'una forta base quantitativa (Mètodes Esctocastics, Econometria, Estadística, Matemàtiques Financeres, etc.) combinada amb les teories més modernes sobre l'economia (Neuroeconomia, Macroeconomia del comportament, "Homo Reciprocants", etc.).
Entre els membres de la facultat es troben els professors Ernst Fehr, nominat al Premi Nobel d'Economia pels seus estudis sobre la influència de les expectatives en els mercats, Fabrizzio Zilibotti, guardonat pels seus estudis sobre les economies emergents i Bruno Frey, que és pioner en l'estudi de la Macroeconomia basada en les decisions d'agents individuals trencant així la divisió entre la Micro-i la Macroeconomia.

### Facultat de Medicina
La facultat de Medicina de la Universitat de Zuric és la més gran del país, comptant amb més de 6000 estudiants, dels quals 200 cada any aproven l'examen estatal. Existeix una estreta col·laboració entre la facultat amb l'hospital universitari de Zurich on els estudiants disposen dels materials i les tecnologies més noves.

## Premis Nobel
La Universitat de Zúric ha comptat amb diversos  premis Nobel com Albert Einstein, Erwin Schrödinger, un dels fundadors de la mecànica quàntica i Wilhelm Conrad Röntgen, la primera persona a guanyar el Premi Nobel de Física.

### Antics alumnes guardonats amb el Nobel
- Carl Spitteler (Literatura, 1919)
- Albert Einstein (Física, 1921); també va treballar a la Universitat.
- Walter Rudolf Hess (Medicina 1949); també va treballar a la Universitat.

### Professors guardonats amb el Nobel
- Theodor Mommsen (Literatura, 1902)
- Alfred Werner (Química 1913)
- Max von Laue (Física 1914)
- Albert Einstein (Física, 1921)
- Erwin Schrödinger (Física 1933)
- Peter Debye (Química 1936)
- Paul Karrer (Química 1937)
- Leopold Ruzicka (Química 1939)
- Walter Rudolf Hess (Medicina 1949)
- Karl Alexander Müller (Física 1987)
- Rolf M. Zinkernagel (Medicina 1996)